# ال بروک
ال بروک (به اسپانیایی: El Bruc) یک شهرستان در اسپانیا است که در کاتالونیا واقع شده‌است.

## خصوصیات
ال بروک ۴۷٫۲۱ کیلومترمربع مساحت و ۱٬۷۴۳ نفر جمعیت دارد و ۴۸۹ متر بالاتر از سطح دریا واقع شده‌است.